# Estació de Garcia
L'estació de Garcia és una estació de ferrocarril abandonada del municipi de Garcia (Ribera d'Ebre) i inclosa a l'Inventari del Patrimoni Arquitectònic de Catalunya juntament amb la casa dels treballadors.

## Descripció
L'estació està situada a la zona les Sénies, a l'altre costat del riu Ebre. La línia de ferrocarrils provenia de Móra.
És un edifici aïllat de planta rectangular que consta de planta baixa i pis i té la coberta plana. Les façanes es componen segons una marcada simetria, amb quatre eixos d'obertures d'arc rebaixat emmarcades amb obra. Aquestes obertures, junt amb les cantonades i les cornises dels dos nivells, destaquen sobre el maó aplantillat dels murs. A la part superior de les façanes hi ha una cornisa amb volada sostinguda per mènsules, quedant l'edifici coronat amb un capcer central d'arc escarser, que incorpora un motiu circular amb lletres entrellaçades. En una banda de l'edifici hi ha un magatzem ferroviari d'un sol nivell d'alçat, i a l'altra un petit cos de la mateixa tipologia que era utilitzat com a servei.
Uns metres més avall, seguint la via en sentit Ascó, hi ha un edifici que havia estat la casa dels treballadors de l'estació. Consta de dos nivells d'alçat i la coberta a dues vessants amb el carener paral·lel a la façana. En aquesta, els nivells de forjats i les obertures, d'arc escarser, destaquen sobre el mur blanc. Presenta un ràfec de considerable volada, sostingut per cabirons.

## Història
L'any 1893 l'ajuntament i els veïns de Garcia van sol·licitar la construcció d'una estació a la Junta de Govern dels Ferrocarrils de Tarragona a Barcelona i França. No va ser fins al voltant del 1922 que va bastir-se la nova estació de ferrocarril. A part del transport de persones, tenia com a finalitat el transport de productes, eminentment agrícoles. La situació de la població a l'altre costat del riu Ebre va acabar provocant-ne l'abandonament.